# ATP Тур 2006
ATP Тур 2006 (англ. 2006 Association of Tennis Professionals (ATP) World Tour) — элитный мировой тур теннисистов-профессионалов, проводимый Ассоциацией Теннисистов Профессионалов (ATP) с января по ноябрь. В 2006 году он включал:
- 4 турнира Большого шлема (проводится Международной федерацией тенниса (англ. International Tennis Federation, ITF));
- 9 турниров в серии ATP Masters;
- 9 турниров в серии ATP International Series Gold;
- 44 турнира в серии ATP International;
- Командный Кубок Мира;
- Кубок Дэвиса (проводится ITF);
- Masters Cup.

## Расписание ATP Тура 2006 года
Ниже представлено полное расписание соревнований по ходу года, включай всех победителей и финалистов турниров — в одиночном, парном и смешанных разрядах.
| Турнир Большого шлема         |
| Кубок Мастерс                 |
| ATP Masters                   |
| ATP International Series Gold |
| ATP International             |
| Командные соревнования        |

### Январь
| Дата начала | Турнир | Чемпионы (Счёт финала)                        | Финалисты                        |
| ----------- | --- | --------------------------------------------- | -------------------------------- |
| 2 января    | Международный теннисный турнир в Аделаиде Аделаида, Австралия ATP International $419,000— Хард — 32S/16D Турнир 2006                                               | Флоран Серра 6-3, 6-4                         | Ксавье Малисс                    |
| 2 января    | Международный теннисный турнир в Аделаиде Аделаида, Австралия ATP International $419,000— Хард — 32S/16D Турнир 2006                                               | Энди Рам Йонатан Эрлих 7-6(4), 7-6(10)        | Кевин Ульетт Пол Хенли           |
| 2 января    | Открытый чемпионат Катара Доха, Катар ATP International $1,000,000 — Хард — 32S/16D Турнир 2006                                                                    | Роджер Федерер 6-3, 7-6(4)                    | Гаэль Монфис                     |
| 2 января    | Открытый чемпионат Катара Доха, Катар ATP International $1,000,000 — Хард — 32S/16D Турнир 2006                                                                    | Йонас Бьоркман Максим Мирный 2-6, 6-3, [10-8] | Кристоф Рохус Оливье Рохус       |
| 2 января    | Открытый чемпионат Ченнаи Ченнаи, Индия ATP International $380,000 — Хард — 32S/16D Турнир 2006                                                                    | Иван Любичич 7-6(6), 6-2                      | Карлос Мойя                      |
| 2 января    | Открытый чемпионат Ченнаи Ченнаи, Индия ATP International $380,000 — Хард — 32S/16D Турнир 2006                                                                    | Михал Мертиняк Петр Пала 6-2, 7-5             | Пракаш Амритраж Рохан Бопанна    |
| 9 января    | Heineken Open Окленд, Новая Зеландия ATP International $430,000— Хард — 32S/16D Турнир 2006                                                                        | Яркко Ниеминен 6-2, 6-2                       | Марио Анчич                      |
| 9 января    | Heineken Open Окленд, Новая Зеландия ATP International $430,000— Хард — 32S/16D Турнир 2006                                                                        | Рогир Вассен Андрей Павел 6-3, 5-7, [10-4]    | Симон Аспелин Тодд Перри         |
| 9 января    | Medibank International Сидней, Австралия ATP International $394,000 — Хард — 32S/16D Турнир 2006                                                                   | Джеймс Блейк 6-2, 3-6, 7-6(3)                 | Игорь Андреев                    |
| 9 января    | Medibank International Сидней, Австралия ATP International $394,000 — Хард — 32S/16D Турнир 2006                                                                   | Ненад Зимонич Фабрис Санторо 6-1, 6-4         | Леош Фридль Франтишек Чермак     |
| 16 января   | Открытый чемпионат Австралии Мельбурн, Австралия Турнир Большого шлема $6,784,589 — Хард — 128S/128Q/64D/32X Одиночный турнир — Парный турнир Турнир смешанных пар | Роджер Федерер 5-7, 7-5, 6-0, 6-2             | Маркос Багдатис                  |
| 16 января   | Открытый чемпионат Австралии Мельбурн, Австралия Турнир Большого шлема $6,784,589 — Хард — 128S/128Q/64D/32X Одиночный турнир — Парный турнир Турнир смешанных пар | Боб Брайан Майк Брайан 4-6, 6-3, 6-4          | Мартин Дамм Леандер Паес         |
| 16 января   | Открытый чемпионат Австралии Мельбурн, Австралия Турнир Большого шлема $6,784,589 — Хард — 128S/128Q/64D/32X Одиночный турнир — Парный турнир Турнир смешанных пар | Махеш Бхупати Мартина Хингис 6-3, 6-3         | Даниэль Нестор Елена Лиховцева   |
| 30 января   | Movistar Open Винья-дель-Мар, Чили ATP International $380,000 — Грунт — 32S/16D Турнир 2006                                                                        | Хосе Акасусо 6-4, 6-3                         | Николас Массу                    |
| 30 января   | Movistar Open Винья-дель-Мар, Чили ATP International $380,000 — Грунт — 32S/16D Турнир 2006                                                                        | Хосе Акасусо Себастьян Прието 7-6(2), 6-4     | Леош Фридль Франтишек Чермак     |
| 30 января   | Международный теннисный чемпионат в Делрей-Бич Делрей-Бич, США ATP International $380,000 — Хард — 32S/16D Турнир 2006                                             | Томми Хаас 6-3, 3-6, 7-6(5)                   | Ксавье Малисс                    |
| 30 января   | Международный теннисный чемпионат в Делрей-Бич Делрей-Бич, США ATP International $380,000 — Хард — 32S/16D Турнир 2006                                             | Даниэль Нестор Марк Ноулз 6-2, 6-3            | Уэсли Муди Крис Хаггард          |
| 30 января   | PBZ Zagreb Indoors Загреб, Хорватия ATP International $380,000 — Ковёр (зал) — 32S/16D Турнир 2006                                                                 | Иван Любичич 6-3, 6-4                         | Штефан Коубек                    |
| 30 января   | PBZ Zagreb Indoors Загреб, Хорватия ATP International $380,000 — Ковёр (зал) — 32S/16D Турнир 2006                                                                 | Ярослав Левинский Михал Мертиняк 7-6(7), 6-1  | Давиде Сангвинетти Андреас Сеппи |

### Февраль
| Дата начала | Турнир | Чемпионы (Счёт финала)                                                                                   | Финалисты                                                                         |
| ----------- | --- | --- | --------------------------------------------------------------------------------- |
| 6 февраля   | Кубок Дэвиса. 2006. 1-й раунд Грац, Австрия — Грунт Буэнос-Айрес, Аргентина — Грунт Минск, Беларусь — Ковёр (зал) Женева, Швейцария — Грунт (зал) Халле, Германия — Хард (зал) Амстердам, Нидерланды — Ковёр (зал) Ла-Хойя, США — Хард Ранкагуа, Чили — Грунт | Победители Хорватия 3-2 Аргентина 5-0 Беларусь 4-1 Австралия 3-2 Франция 3-2 Россия 5-0 США 4-1 Чили 4-1 | Проигравшие Австрия Швеция Испания Швейцария Германия Нидерланды Румыния Словакия |
| 13 февраля  | Открытый чемпионат Буэнос-Айреса Буэнос-Айрес, Аргентина ATP International $425,000 — Грунт — 32S/16D Турнир 2006 | Карлос Мойя 7-6(6), 6-4                                                                                  | Филиппо Воландри                                                                  |
| 13 февраля  | Открытый чемпионат Буэнос-Айреса Буэнос-Айрес, Аргентина ATP International $425,000 — Грунт — 32S/16D Турнир 2006 | Леош Фридль Франтишек Чермак 6-1, 6-2                                                                    | Василис Мазаракис Борис Пашански                                                  |
| 13 февраля  | Open 13 Марсель, Франция ATP International $600,000 — Хард (зал) — 32S/16D Турнир 2006 | Арно Клеман 6-4, 6-2                                                                                     | Марио Анчич                                                                       |
| 13 февраля  | Open 13 Марсель, Франция ATP International $600,000 — Хард (зал) — 32S/16D Турнир 2006 | Мартин Дамм Радек Штепанек 6-2, 6-7(4), [10-3]                                                           | Даниэль Нестор Марк Ноулз                                                         |
| 13 февраля  | SAP Open Сан-Хосе, США ATP International $380,000 — Хард (зал) — 32S/16D Турнир 2006 | Энди Маррей 2-6, 6-1, 7-6(3)                                                                             | Ллейтон Хьюитт                                                                    |
| 13 февраля  | SAP Open Сан-Хосе, США ATP International $380,000 — Хард (зал) — 32S/16D Турнир 2006 | Йонас Бьоркман Джон Макинрой 7-6(2), 4-6, [10-7]                                                         | Пол Голдстейн Джим Томас                                                          |
| 20 февраля  | Открытый чемпионат Бразилии Коста-ду-Сауипе, Бразилия ATP International $380,000 — Грунт — 32S/16D Турнир 2006 | Николас Массу 6-3, 6-4                                                                                   | Альберто Мартин                                                                   |
| 20 февраля  | Открытый чемпионат Бразилии Коста-ду-Сауипе, Бразилия ATP International $380,000 — Грунт — 32S/16D Турнир 2006 | Павел Визнер Лукаш Длоуги 6-1, 4-6, [10-3]                                                               | Марцин Матковский Мариуш Фирстенберг                                              |
| 20 февраля  | Regions Morgan Keegan Championships Мемфис, США ATP International Series Gold $690,000 — Хард (зал) — 32S/16D Турнир 2006 | Томми Хаас 6-3, 6-2                                                                                      | Робин Сёдерлинг                                                                   |
| 20 февраля  | Regions Morgan Keegan Championships Мемфис, США ATP International Series Gold $690,000 — Хард (зал) — 32S/16D Турнир 2006 | Иво Карлович Крис Хаггард 0-6, 7-5, [10-5]                                                               | Джеймс Блейк Марди Фиш                                                            |
| 20 февраля  | ABN AMRO World Tennis Tournament Роттердам, Нидерланды ATP International Series Gold $925,000 — Хард (зал) — 32S/16D Турнир 2006 | Радек Штепанек 6-0, 6-3                                                                                  | Кристоф Рохус                                                                     |
| 20 февраля  | ABN AMRO World Tennis Tournament Роттердам, Нидерланды ATP International Series Gold $925,000 — Хард (зал) — 32S/16D Турнир 2006 | Кевин Ульетт Пол Хенли 7-6(4), 7-6(2)                                                                    | Энди Рам Йонатан Эрлих                                                            |
| 27 февраля  | Tennis Channel Open Лас-Вегас, США ATP International $380,000 — Хард — 32S/16D Турнир 2006 | Джеймс Блейк 7-5, 2-6, 6-3                                                                               | Ллейтон Хьюитт                                                                    |
| 27 февраля  | Tennis Channel Open Лас-Вегас, США ATP International $380,000 — Хард — 32S/16D Турнир 2006 | Боб Брайан Майк Брайан 6-3, 6-2                                                                          | Ярослав Левинский Роберт Линдстедт                                                |
| 27 февраля  | Открытый чемпионат Мексики Акапулько, Мексика ATP International Series Gold $690,000 — Грунт — 32S/16D Турнир 2006 | Луис Орна 7-6(5), 6-4                                                                                    | Хуан Игнасио Чела                                                                 |
| 27 февраля  | Открытый чемпионат Мексики Акапулько, Мексика ATP International Series Gold $690,000 — Грунт — 32S/16D Турнир 2006 | Леош Фридль Франтишек Чермак 7-5, 6-2                                                                    | Филиппо Воландри Потито Стараче                                                   |
| 27 февраля  | Теннисный чемпионат Дубая Дубай, ОАЭ ATP International Series Gold $1,000,000 — Хард — 32S/16D Турнир 2006 | Рафаэль Надаль 2-6, 6-4, 6-4                                                                             | Роджер Федерер                                                                    |
| 27 февраля  | Теннисный чемпионат Дубая Дубай, ОАЭ ATP International Series Gold $1,000,000 — Хард — 32S/16D Турнир 2006 | Кевин Ульетт Пол Хенли 1-6, 6-2, [10-1]                                                                  | Даниэль Нестор Марк Ноулз                                                         |

### Март
| Дата начала | Турнир | Чемпионы (Счёт финала)                | Финалисты              |
| ----------- | --- | ------------------------------------- | ---------------------- |
| 6 марта     | Pacific Life Open Индиан-Уэллс, США ATP Masters $3,169,600 — Хард — 96S/32D Одиночный турнир — Парный турнир | Роджер Федерер 7-5, 6-3, 6-0          | Джеймс Блейк           |
| 6 марта     | Pacific Life Open Индиан-Уэллс, США ATP Masters $3,169,600 — Хард — 96S/32D Одиночный турнир — Парный турнир | Даниэль Нестор Марк Ноулз 6-4, 6-4    | Боб Брайан Майк Брайан |
| 20 марта    | NASDAQ-100 Open Майами, США ATP Masters $3,450,000 — Хард — 96S/32D Одиночный турнир — Парный турнир         | Роджер Федерер 7-6(5), 7-6(4) 7-6(6)  | Иван Любичич           |
| 20 марта    | NASDAQ-100 Open Майами, США ATP Masters $3,450,000 — Хард — 96S/32D Одиночный турнир — Парный турнир         | Йонас Бьоркман Максим Мирный 6-4, 6-4 | Боб Брайан Майк Брайан |

### Апрель
| Дата начала | Турнир | Чемпионы (Счёт финала)                                    | Финалисты                                  |
| ----------- | --- | --------------------------------------------------------- | ------------------------------------------ |
| 3 апреля    | Кубок Дэвиса. 2006. 1/4 финала Загреб, Хорватия — Ковёр (зал) Мельбурн, Австралия — Хард По, Франция — Ковёр (зал) Ранчо-Мираж, США — Ковёр | Победители Аргентина 3-2 Австралия 5-0 Россия 4-1 США 3-2 | Проигравшие Хорватия Беларусь Франция Чили |
| 10 апреля   | Открытый чемпионат Валенсии Валенсия, Испания ATP International $400,000 — Грунт — 32S/16D Турнир 2006                                      | Николас Альмагро 6-2, 6-3                                 | Жиль Симон                                 |
| 10 апреля   | Открытый чемпионат Валенсии Валенсия, Испания ATP International $400,000 — Грунт — 32S/16D Турнир 2006                                      | Томаш Зиб Давид Шкох 6-4, 6-3                             | Павел Визнер Лукаш Длоуги                  |
| 10 апреля   | Грунтовый чемпионат США Хьюстон, США ATP International $380,000 — Грунт — 32S/16D Турнир 2006                                               | Марди Фиш 3-6, 6-4, 6-3                                   | Юрген Мельцер                              |
| 10 апреля   | Грунтовый чемпионат США Хьюстон, США ATP International $380,000 — Грунт — 32S/16D Турнир 2006                                               | Александр Васке Михаэль Кольманн 5-7, 6-4, [10-5]         | Юрген Мельцер Юлиан Ноул                   |
| 17 апреля   | Masters Series Monte-Carlo Рокебрюн — Кап-Мартен, Франция ATP Masters $2,450,000 — Грунт — 64S/24D Одиночный турнир — Парный турнир         | Рафаэль Надаль 6-2, 6-7(2), 6-3, 7-6(5)                   | Роджер Федерер                             |
| 17 апреля   | Masters Series Monte-Carlo Рокебрюн — Кап-Мартен, Франция ATP Masters $2,450,000 — Грунт — 64S/24D Одиночный турнир — Парный турнир         | Йонас Бьоркман Максим Мирный 6-2, 7-6(2)                  | Ненад Зимонич Фабрис Санторо               |
| 24 апреля   | Open SEAT Барселона, Испания ATP International Series Gold $1,000,000 — Грунт — 56S/24D Турнир 2006                                         | Рафаэль Надаль 6-4, 6-4, 6-0                              | Томми Робредо                              |
| 24 апреля   | Open SEAT Барселона, Испания ATP International Series Gold $1,000,000 — Грунт — 56S/24D Турнир 2006                                         | Даниэль Нестор Марк Ноулз 6-2, 6-7(4), [10-5]             | Марцин Матковский Мариуш Фирстенберг       |
| 24 апреля   | Гран-при Хасана II Касабланка, Марокко ATP International $380,000 — Грунт — 32S/16D Турнир 2006                                             | Даниэле Браччали 6-1, 6-4                                 | Николас Массу                              |
| 24 апреля   | Гран-при Хасана II Касабланка, Марокко ATP International $380,000 — Грунт — 32S/16D Турнир 2006                                             | Юрген Мельцер Юлиан Ноул 6-3, 6-4                         | Александр Васке Михаэль Кольманн           |

### Май
| Дата начала | Турнир | Чемпионы (Счёт финала)                          | Финалисты                      |
| ----------- | --- | ----------------------------------------------- | ------------------------------ |
| 1 мая       | BMW Open Мюнхен, Германия ATP International $380,000 — Грунт — 32S/16D Турнир 2006                                                                           | Оливье Рохус 6-4, 6-2                           | Кристоф Влиген                 |
| 1 мая       | BMW Open Мюнхен, Германия ATP International $380,000 — Грунт — 32S/16D Турнир 2006                                                                           | Александр Васке Андрей Павел 6-4, 6-2           | Александр Пейя Бьорн Фау       |
| 1 мая       | Открытый чемпионат Эшторила Оэйраш, Португалия ATP International $625,000 — Грунт — 32S/16D Турнир 2006                                                      | Давид Налбандян 6-3, 6-4                        | Николай Давыденко              |
| 1 мая       | Открытый чемпионат Эшторила Оэйраш, Португалия ATP International $625,000 — Грунт — 32S/16D Турнир 2006                                                      | Павел Визнер Лукаш Длоуги 6-3, 6-1              | Лукас Арнольд Кер Леош Фридль  |
| 8 мая       | Открытый чемпионат Италии Рим, Италия ATP Masters $2,082,500 — Грунт — 64S/24D Одиночный турнир — Парный турнир                                              | Рафаэль Надаль 6-7(0), 7-6(5), 6-4, 2-6, 7-6(5) | Роджер Федерер                 |
| 8 мая       | Открытый чемпионат Италии Рим, Италия ATP Masters $2,082,500 — Грунт — 64S/24D Одиночный турнир — Парный турнир                                              | Даниэль Нестор Марк Ноулз 6-4, 5-7, [13-11]     | Энди Рам Йонатан Эрлих         |
| 15 мая      | Открытый чемпионат Германии Гамбург, Германия ATP Masters €2,082,500 — Грунт — 64S/24D Одиночный турнир — Парный турнир                                      | Томми Робредо 6-1, 6-3, 6-3                     | Радек Штепанек                 |
| 15 мая      | Открытый чемпионат Германии Гамбург, Германия ATP Masters €2,082,500 — Грунт — 64S/24D Одиночный турнир — Парный турнир                                      | Кевин Ульетт Пол Хенли 6-2, 7-6(8)              | Даниэль Нестор Марк Ноулз      |
| 22 мая      | Hypo Group Tennis International Пёрчах-ам-Вёртер-Зе, Австрия ATP International $380,000 — Грунт — 32S/16D Турнир 2006                                        | Николай Давыденко 6-0, 6-3                      | Андрей Павел                   |
| 22 мая      | Hypo Group Tennis International Пёрчах-ам-Вёртер-Зе, Австрия ATP International $380,000 — Грунт — 32S/16D Турнир 2006                                        | Джим Томас Пол Хенли 6-3, 4-6, [10-5]           | Оливер Марах Цирил Сук         |
| 22 мая      | Командный кубок мира Дюссельдорф, Германия Командный турнир $1,764,706 — Грунт — 8 команд (Группа) Турнир 2006                                               | Хорватия · 2-1                                  | Германия                       |
| 29 мая      | Открытый чемпионат Франции Париж, Франция Турнир Большого шлема $8,543,700 — Грунт — 128S/128Q/64D/32X Одиночный турнир — Парный турнир Турнир смешанных пар | Рафаэль Надаль 1-6, 6-1, 6-4, 7-6(4)            | Роджер Федерер                 |
| 29 мая      | Открытый чемпионат Франции Париж, Франция Турнир Большого шлема $8,543,700 — Грунт — 128S/128Q/64D/32X Одиночный турнир — Парный турнир Турнир смешанных пар | Йонас Бьоркман Максим Мирный 6-7(5), 6-4, 7-5   | Боб Брайан Майк Брайан         |
| 29 мая      | Открытый чемпионат Франции Париж, Франция Турнир Большого шлема $8,543,700 — Грунт — 128S/128Q/64D/32X Одиночный турнир — Парный турнир Турнир смешанных пар | Ненад Зимонич Катарина Среботник 6-3, 6-4       | Даниэль Нестор Елена Лиховцева |

### Июнь
| Дата начала | Турнир | Чемпионы (Счёт финала)                    | Финалисты                       |
| ----------- | --- | ----------------------------------------- | ------------------------------- |
| 12 июня     | Stella Artois Championships Лондон, Великобритания ATP International $800,000 — Трава — 56S/24D Турнир 2006                                                       | Ллейтон Хьюитт 6-4, 6-4                   | Джеймс Блейк                    |
| 12 июня     | Stella Artois Championships Лондон, Великобритания ATP International $800,000 — Трава — 56S/24D Турнир 2006                                                       | Кевин Ульетт Пол Хенли 6-4, 3-6, [10-8]   | Йонас Бьоркман Максим Мирный    |
| 12 июня     | Gerry Weber Open Халле, Германия ATP International $800,000 — Трава — 32S/16D Турнир 2006                                                                         | Роджер Федерер 6-0, 6-7(4), 6-2           | Томаш Бердых                    |
| 12 июня     | Gerry Weber Open Халле, Германия ATP International $800,000 — Трава — 32S/16D Турнир 2006                                                                         | Ненад Зимонич Фабрис Санторо 6-0, 6-4     | Михаэль Кольманн Райнер Шуттлер |
| 19 июня     | Открытый чемпионат Ноттингема Ноттингем, Великобритания ATP International $380,000 — Трава — 32S/16D Турнир 2006                                                  | Ришар Гаске 6-4, 6-3                      | Йонас Бьоркман                  |
| 19 июня     | Открытый чемпионат Ноттингема Ноттингем, Великобритания ATP International $380,000 — Трава — 32S/16D Турнир 2006                                                  | Энди Рам Йонатан Эрлих 6-3, 6-2           | Игорь Куницын Дмитрий Турсунов  |
| 19 июня     | Чемпионат Росмалена Хертогенбос, Нидерланды ATP International $380,000 — Трава — 32S/16D Турнир 2006                                                              | Марио Анчич 6-0, 5-7, 7-5                 | Ян Герных                       |
| 19 июня     | Чемпионат Росмалена Хертогенбос, Нидерланды ATP International $380,000 — Трава — 32S/16D Турнир 2006                                                              | Мартин Дамм Леандер Паес 6-1, 7-6(3)      | Арно Клеман Крис Хаггард        |
| 26 июня     | Уимблдонский турнир Лондон, Великобритания Турнир Большого шлема $8,847,338 — Трава — 128S/128Q/64D/16Q/48X Одиночный турнир — Парный турнир Турнир смешанных пар | Роджер Федерер 6-0 7-6(5) 6-7(2) 6-3      | Рафаэль Надаль                  |
| 26 июня     | Уимблдонский турнир Лондон, Великобритания Турнир Большого шлема $8,847,338 — Трава — 128S/128Q/64D/16Q/48X Одиночный турнир — Парный турнир Турнир смешанных пар | Боб Брайан Майк Брайан 6-3, 4-6, 6-4, 6-2 | Ненад Зимонич Фабрис Санторо    |
| 26 июня     | Уимблдонский турнир Лондон, Великобритания Турнир Большого шлема $8,847,338 — Трава — 128S/128Q/64D/16Q/48X Одиночный турнир — Парный турнир Турнир смешанных пар | Энди Рам Вера Звонарева 6-3, 6-2          | Боб Брайан Винус Уильямс        |

### Июль
| Дата начала | Турнир | Чемпионы (Счёт финала)                           | Финалисты                            |
| ----------- | --- | ------------------------------------------------ | ------------------------------------ |
| 10 июля     | Открытый чемпионат Швеции Бостад, Швеция ATP International $380,000 — Грунт — 32S/16D Турнир 2006                 | Томми Робредо 6-2, 6-1                           | Николай Давыденко                    |
| 10 июля     | Открытый чемпионат Швеции Бостад, Швеция ATP International $380,000 — Грунт — 32S/16D Турнир 2006                 | Йонас Бьоркман Томас Юханссон 6-3, 4-6, [10-4]   | Кристофер Кас Оливер Марах           |
| 10 июля     | Suisse Open Gstaad Гштад, Швейцария ATP International $495,000 — Грунт — 32S/16D Турнир 2006                      | Ришар Гаске 7-6(4), 6-7(3), 6-3, 6-3             | Фелисиано Лопес                      |
| 10 июля     | Suisse Open Gstaad Гштад, Швейцария ATP International $495,000 — Грунт — 32S/16D Турнир 2006                      | Иржи Новак Андрей Павел 6-3, 6-1                 | Марко Кьюдинелли Жан-Клод Шеррер     |
| 10 июля     | Hall of Fame Tennis Championships Ньюпорт, США ATP International $380,000 — Трава — 32S/16D Турнир 2006           | Марк Филиппуссис 6-3, 7-5                        | Джастин Гимельстоб                   |
| 10 июля     | Hall of Fame Tennis Championships Ньюпорт, США ATP International $380,000 — Трава — 32S/16D Турнир 2006           | Роберт Кендрик Юрген Мельцер 7-6(3), 6-0         | Джастин Гимельстоб Джефф Кутзе       |
| 17 июля     | Открытый чемпионат Нидерландов Амерсфорт, Нидерланды ATP International $380,000 — Грунт — 32S/16D Турнир 2006     | Новак Джокович 7-6(5), 6-4                       | Николас Массу                        |
| 17 июля     | Открытый чемпионат Нидерландов Амерсфорт, Нидерланды ATP International $380,000 — Грунт — 32S/16D Турнир 2006     | Фернандо Висенте Альберто Мартин 6-4, 6-3        | Лукас Арнольд Кер Кристофер Кас      |
| 17 июля     | RCA Championships Индианаполис, США ATP International $600,000 — Хард — 48S/16D Турнир 2006                       | Джеймс Блейк 4-6, 6-4, 7-6(5)                    | Энди Роддик                          |
| 17 июля     | RCA Championships Индианаполис, США ATP International $600,000 — Хард — 48S/16D Турнир 2006                       | Бобби Рейнольдс Энди Роддик 6-4, 6-4             | Пол Голдстейн Джим Томас             |
| 17 июля     | Mercedes Cup Штутгарт, Германия ATP International Series Gold $690,000 — Грунт — 48S/16D Турнир 2006              | Давид Феррер 6-4, 3-6, 6-7(3), 7-5, 6-4          | Хосе Акасусо                         |
| 17 июля     | Mercedes Cup Штутгарт, Германия ATP International Series Gold $690,000 — Грунт — 48S/16D Турнир 2006              | Гастон Гаудио Максим Мирный 7-5, 6-7(4), [12-10] | Ив Аллегро Роберт Линдстедт          |
| 24 июля     | Countrywide Classic Лос-Анджелес, США ATP International $500,000 — Хард — 32S/16D Турнир 2006                     | Томми Хаас 4-6, 7-5, 6-3                         | Дмитрий Турсунов                     |
| 24 июля     | Countrywide Classic Лос-Анджелес, США ATP International $500,000 — Хард — 32S/16D Турнир 2006                     | Боб Брайан Майк Брайан 6-2, 6-4                  | Эрик Буторак Джейми Маррей           |
| 24 июля     | Открытый чемпионат Хорватии Умаг, Хорватия ATP International $400,000 — Грунт — 32S/16D Турнир 2006               | Станислас Вавринка 6-6, отказ                    | Новак Джокович                       |
| 24 июля     | Открытый чемпионат Хорватии Умаг, Хорватия ATP International $400,000 — Грунт — 32S/16D Турнир 2006               | Ярослав Левинский Давид Шкох 6-4, 6-4            | Гильермо Гарсия Лопес Альберт Портас |
| 24 июля     | Открытый чемпионат Австрии Кицбюэль, Австрия ATP International Series Gold $760,000 — Грунт — 48S/16D Турнир 2006 | Агустин Кальери 7-6(9), 6-2, 6-3                 | Хуан Игнасио Чела                    |
| 24 июля     | Открытый чемпионат Австрии Кицбюэль, Австрия ATP International Series Gold $760,000 — Грунт — 48S/16D Турнир 2006 | Филипп Кольшрайбер Штефан Коубек 6-2, 6-3        | Оливер Марах Цирил Сук               |
| 31 июля     | Legg Mason Tennis Classic Вашингтон, США ATP International $600,000 — Хард — 48S/16D Турнир 2006                  | Арно Клеман 7-6(3), 6-2                          | Энди Маррей                          |
| 31 июля     | Legg Mason Tennis Classic Вашингтон, США ATP International $600,000 — Хард — 48S/16D Турнир 2006                  | Боб Брайан Майк Брайан 6-3, 5-7, [10-3]          | Кевин Ульетт Пол Хенли               |
| 31 июля     | Orange Prokom Open Сопот, Польша ATP International $500,000 — Грунт — 32S/16D Турнир 2006                         | Николай Давыденко 7-6(6), 5-7, 6-4               | Флориан Майер                        |
| 31 июля     | Orange Prokom Open Сопот, Польша ATP International $500,000 — Грунт — 32S/16D Турнир 2006                         | Леош Фридль Франтишек Чермак 6-3, 7-5            | Мартин Гарсия Себастьян Прието       |

### Август
| Дата начала | Турнир | Чемпионы (Счёт финала)                        | Финалисты                            |
| ----------- | --- | --------------------------------------------- | ------------------------------------ |
| 7 августа   | Rogers Cup Торонто, Канада ATP Masters $2,450,000 — Хард — 64S/24D Одиночный турнир — Парный турнир                                                    | Роджер Федерер 2-6, 6-3, 6-2                  | Ришар Гаске                          |
| 7 августа   | Rogers Cup Торонто, Канада ATP Masters $2,450,000 — Хард — 64S/24D Одиночный турнир — Парный турнир                                                    | Боб Брайан Майк Брайан 6-3, 7-5               | Кевин Ульетт Пол Хенли               |
| 14 августа  | W&S Financial Group Masters Цинциннати, США ATP Masters $2,450,000 — Хард — 64S/24D Одиночный турнир — Парный турнир                                   | Энди Роддик 6-3, 6-4                          | Хуан Карлос Ферреро                  |
| 14 августа  | W&S Financial Group Masters Цинциннати, США ATP Masters $2,450,000 — Хард — 64S/24D Одиночный турнир — Парный турнир                                   | Йонас Бьоркман Максим Мирный 3-6, 6-3, [10-7] | Боб Брайан Майк Брайан               |
| 21 августа  | Pilot Pen Tennis Нью-Хэйвен, США ATP International $675,000 — Хард — 48S/16D Турнир 2006                                                               | Николай Давыденко 6-4, 6-3                    | Агустин Кальери                      |
| 21 августа  | Pilot Pen Tennis Нью-Хэйвен, США ATP International $675,000 — Хард — 48S/16D Турнир 2006                                                               | Энди Рам Йонатан Эрлих 6-3, 6-3               | Марцин Матковский Мариуш Фирстенберг |
| 28 августа  | Открытый чемпионат США Нью-Йорк, США Турнир Большого шлема $8,332,000 — Хард — 128S/128Q/64D/32X Одиночный турнир — Парный турнир Турнир смешанных пар | Роджер Федерер 6-2, 4-6, 7-5, 6-1             | Энди Роддик                          |
| 28 августа  | Открытый чемпионат США Нью-Йорк, США Турнир Большого шлема $8,332,000 — Хард — 128S/128Q/64D/32X Одиночный турнир — Парный турнир Турнир смешанных пар | Мартин Дамм Леандер Паес 6-7(5), 6-4, 6-3     | Йонас Бьоркман Максим Мирный         |
| 28 августа  | Открытый чемпионат США Нью-Йорк, США Турнир Большого шлема $8,332,000 — Хард — 128S/128Q/64D/32X Одиночный турнир — Парный турнир Турнир смешанных пар | Боб Брайан Мартина Навратилова 6-2, 6-3       | Мартин Дамм Квета Пешке              |

### Сентябрь
| Дата начала | Турнир | Чемпионы (Счёт финала)                                      | Финалисты                            |
| ----------- | --- | ----------------------------------------------------------- | ------------------------------------ |
| 11 сентября | Открытый чемпионат Румынии Бухарест, Румыния ATP International $380,000 — Грунт — 32S/16D Турнир 2006                 | Юрген Мельцер 6-1, 7-5                                      | Филиппо Воландри                     |
| 11 сентября | Открытый чемпионат Румынии Бухарест, Румыния ATP International $380,000 — Грунт — 32S/16D Турнир 2006                 | Марцин Матковский Мариуш Фирстенберг 6-7(5), 7-6(5), [10-8] | Мартин Гарсия Луис Орна              |
| 11 сентября | Открытый чемпионат Китая Пекин, Китай ATP International $500,000 — Хард — 32S/16D Турнир 2006                         | Маркос Багдатис 6-4, 6-0                                    | Марио Анчич                          |
| 11 сентября | Открытый чемпионат Китая Пекин, Китай ATP International $500,000 — Хард — 32S/16D Турнир 2006                         | Марио Анчич Махеш Бхупати 6-4, 6-3                          | Михаэль Беррер Кеннет Карлсен        |
| 18 сентября | Кубок Дэвиса 2006. 1/2 финала Буэнос-Айрес, Аргентина — Грунт Москва, Россия — Грунт (зал)                            | Победители Аргентина 5-0 Россия 3-2                         | Проигравшие Австралия США            |
| 25 сентября | Открытый чемпионат Таиланда Бангкок, Таиланд ATP International $550,000 — Хард (зал) — 32S/16D Турнир 2006            | Джеймс Блейк 6-3, 6-1                                       | Иван Любичич                         |
| 25 сентября | Открытый чемпионат Таиланда Бангкок, Таиланд ATP International $550,000 — Хард (зал) — 32S/16D Турнир 2006            | Энди Рам Йонатан Эрлих 6-2, 2-6, [10-4]                     | Джейми Маррей Энди Маррей            |
| 25 сентября | Kingfisher Airlines Tennis Open Мумбаи, Индия ATP International $380,000 — Хард — 32S/16D Турнир 2006                 | Дмитрий Турсунов 6-3, 4-6, 7-6(5)                           | Томаш Бердых                         |
| 25 сентября | Kingfisher Airlines Tennis Open Мумбаи, Индия ATP International $380,000 — Хард — 32S/16D Турнир 2006                 | Марио Анчич Махеш Бхупати 6-4, 6-7(6), [10-8]               | Рохан Бопанна Мустафа Гхус           |
| 25 сентября | Международный теннисный чемпионат на Сицилии Палермо, Италия ATP International $380,000 — Грунт — 32S/16D Турнир 2006 | Филиппо Воландри 5-7, 6-1, 6-3                              | Николас Лапентти                     |
| 25 сентября | Международный теннисный чемпионат на Сицилии Палермо, Италия ATP International $380,000 — Грунт — 32S/16D Турнир 2006 | Мартин Гарсия Луис Орна 7-6(1), 7-6(2)                      | Марцин Матковский Мариуш Фирстенберг |

### Октябрь
| Дата начала | Турнир | Чемпионы (Счёт финала)                         | Финалисты                            |
| ----------- | --- | ---------------------------------------------- | ------------------------------------ |
| 1 октября   | Open de Moselle Мец, Франция ATP International $380,000 — Хард (зал) — 32S/16D Турнир 2006                                    | Новак Джокович 4-6, 6-3, 6-2                   | Юрген Мельцер                        |
| 1 октября   | Open de Moselle Мец, Франция ATP International $380,000 — Хард (зал) — 32S/16D Турнир 2006                                    | Ришар Гаске Фабрис Санторо 3-6, 6-1, [11-9]    | Юрген Мельцер Юлиан Ноул             |
| 1 октября   | Открытый чемпионат Японии Токио, Япония ATP International Series Gold $765,000 — Хард — 48S/16D Турнир 2006                   | Роджер Федерер 6-3, 6-3                        | Тим Хенмен                           |
| 1 октября   | Открытый чемпионат Японии Токио, Япония ATP International Series Gold $765,000 — Хард — 48S/16D Турнир 2006                   | Эшли Фишер Трипп Филлипс 6-2, 7-5              | Пол Голдстейн Джим Томас             |
| 9 октября   | Кубок Кремля Москва, Россия ATP International $1,000,000 — Ковёр (зал) — 32S/16D Турнир 2006                                  | Николай Давыденко 6-4, 5-7, 6-4                | Марат Сафин                          |
| 9 октября   | Кубок Кремля Москва, Россия ATP International $1,000,000 — Ковёр (зал) — 32S/16D Турнир 2006                                  | Ненад Зимонич Фабрис Санторо 6-1, 7-5          | Ярослав Левинский Франтишек Чермак   |
| 9 октября   | Открытый чемпионат Стокгольма Стокгольм, Швеция ATP International $800,000 — Хард (зал) — 32S/16D Турнир 2006                 | Джеймс Блейк 6-4, 6-2                          | Яркко Ниеминен                       |
| 9 октября   | Открытый чемпионат Стокгольма Стокгольм, Швеция ATP International $800,000 — Хард (зал) — 32S/16D Турнир 2006                 | Кевин Ульетт Пол Хенли 7-6(2), 6-4             | Кристоф Влиген Оливье Рохус          |
| 9 октября   | Открытый чемпионат Вены Вена, Австрия ATP International Series Gold $690,000 — Хард (зал) — 32S/16D Турнир 2006               | Иван Любичич 6-3, 6-4, 7-5                     | Фернандо Гонсалес                    |
| 9 октября   | Открытый чемпионат Вены Вена, Австрия ATP International Series Gold $690,000 — Хард (зал) — 32S/16D Турнир 2006               | Павел Визнер Петр Пала 6-4, 3-6, [12-10]       | Юрген Мельцер Юлиан Ноул             |
| 16 октября  | Mutua Madrilena Masters Madrid Мадрид, Испания ATP Masters $2,450,000 — Хард (зал) — 48S/24D Одиночный турнир — Парный турнир | Роджер Федерер 7-5, 6-1, 6-0                   | Фернандо Гонсалес                    |
| 16 октября  | Mutua Madrilena Masters Madrid Мадрид, Испания ATP Masters $2,450,000 — Хард (зал) — 48S/24D Одиночный турнир — Парный турнир | Боб Брайан Майк Брайан 7-5, 6-4                | Даниэль Нестор Марк Ноулз            |
| 23 октября  | Davidoff Swiss Indoors Базель, Швейцария ATP International $1,000,000 — Ковёр (зал) — 32S/16D Турнир 2006                     | Роджер Федерер 6-3, 6-2, 7-6(3)                | Фернандо Гонсалес                    |
| 23 октября  | Davidoff Swiss Indoors Базель, Швейцария ATP International $1,000,000 — Ковёр (зал) — 32S/16D Турнир 2006                     | Даниэль Нестор Марк Ноулз 4-6, 6-4, [10-8]     | Марцин Матковский Мариуш Фирстенберг |
| 23 октября  | Гран-при Лиона Лион, Франция ATP International $800,000 — Ковёр (зал) — 32S/16D Турнир 2006                                   | Ришар Гаске 6-3, 6-1                           | Марк Жикель                          |
| 23 октября  | Гран-при Лиона Лион, Франция ATP International $800,000 — Ковёр (зал) — 32S/16D Турнир 2006                                   | Жюльен Беннето Арно Клеман 6-2, 6-7(3), [10-7] | Ярослав Левинский Франтишек Чермак   |
| 23 октября  | Открытый чемпионат Санкт-Петербурга Санкт-Петербург, Россия ATP International $1,000,000 — Ковёр (зал) — 32S/16D Турнир 2006  | Марио Анчич 7-5, 7-6(2)                        | Томас Юханссон                       |
| 23 октября  | Открытый чемпионат Санкт-Петербурга Санкт-Петербург, Россия ATP International $1,000,000 — Ковёр (зал) — 32S/16D Турнир 2006  | Симон Аспелин Тодд Перри 6-1, 7-6(3)           | Юрген Мельцер Юлиан Ноул             |
| 30 октября  | BNP Paribas Masters Париж, Франция ATP Masters $2,450,000 — Ковёр (зал) — 48S/24D Одиночный турнир — Парный турнир            | Николай Давыденко 6-1, 6-2, 6-2                | Доминик Хрбаты                       |
| 30 октября  | BNP Paribas Masters Париж, Франция ATP Masters $2,450,000 — Ковёр (зал) — 48S/24D Одиночный турнир — Парный турнир            | Арно Клеман Микаэль Льодра 7-6(4), 6-2         | Ненад Зимонич Фабрис Санторо         |

### Ноябрь
| Дата начала | Турнир | Чемпионы (Счёт финала)                | Финалисты                 |
| ----------- | --- | ------------------------------------- | ------------------------- |
| 13 ноября   | Tennis Masters Cup Шанхай, Китай Кубок Мастерс $4,450,000 — Хард (зал) — 8S/8D (Группа) Одиночный турнир — Парный турнир | Роджер Федерер 6-0, 6-3, 6-4          | Джеймс Блейк              |
| 13 ноября   | Tennis Masters Cup Шанхай, Китай Кубок Мастерс $4,450,000 — Хард (зал) — 8S/8D (Группа) Одиночный турнир — Парный турнир | Йонас Бьоркман Максим Мирный 6-2, 6-4 | Даниэль Нестор Марк Ноулз |
| 27 ноября   | Кубок Дэвиса 2006. Финал Москва, Россия — Ковёр (зал)                                                                    | Россия 3-2                            | Аргентина                 |

## Рейтинг ATP

### Одиночный рейтинг
| по данным на 27 ноября 2006 | по данным на 27 ноября 2006 | по данным на 27 ноября 2006 | по данным на 27 ноября 2006 | по данным на 27 ноября 2006 | по данным на 27 ноября 2006 | по данным на 27 ноября 2006 | по данным на 27 ноября 2006 |
| #                           | Теннисист                   | Очки                        | КТ                          | Рейтинг-05                  | Лучший рейтинг              | Худший рейтинг              | Разница                     |
| --------------------------- | --------------------------- | --------------------------- | --------------------------- | --------------------------- | --------------------------- | --------------------------- | --------------------------- |
| 1                           | Роджер Федерер              | 8,370                       | 19                          | 1                           | 1                           | 1                           | ▬                           |
| 2                           | Рафаэль Надаль              | 4,470                       | 19                          | 2                           | 2                           | 2                           | ▬                           |
| 3                           | Николай Давыденко           | 2,825                       | 32                          | 5                           | 3                           | 7                           | ▲ 2                         |
| 4                           | Джеймс Блэйк                | 2,530                       | 26                          | 23                          | 4                           | 23                          | ▲ 19                        |
| 5                           | Иван Любичич                | 2,495                       | 22                          | 9                           | 3                           | 9                           | ▲ 4                         |
| 6                           | Энди Роддик                 | 2,415                       | 21                          | 3                           | 3                           | 12                          | ▼ 3                         |
| 7                           | Томми Робредо               | 2,375                       | 27                          | 20                          | 5                           | 23                          | ▲ 13                        |
| 8                           | Давид Налбандян             | 2,295                       | 17                          | 6                           | 3                           | 8                           | ▼ 2                         |
| 9                           | Марио Анчич                 | 2,060                       | 24                          | 22                          | 7                           | 23                          | ▲ 13                        |
| 10                          | Фернандо Гонсалес           | 2,015                       | 20                          | 11                          | 7                           | 21                          | ▲ 1                         |
| 11                          | Томми Хаас                  | 1,890                       | 23                          | 46                          | 11                          | 45                          | ▲ 35                        |
| 12                          | Маркос Багдатис             | 1,860                       | 23                          | 54                          | 8                           | 55                          | ▲ 42                        |
| 13                          | Томаш Бердых                | 1,705                       | 25                          | 25                          | 10                          | 27                          | ▲ 12                        |
| 14                          | Давид Феррер                | 1,475                       | 25                          | 15                          | 10                          | 20                          | ▲ 1                         |
| 15                          | Яркко Ниеминен              | 1,460                       | 28                          | 30                          | 15                          | 29                          | ▲ 15                        |
| 16                          | Новак Джокович              | 1,380                       | 21                          | 78                          | 16                          | 81                          | ▲ 62                        |
| 17                          | Энди Маррей                 | 1,370                       | 26                          | 65                          | 16                          | 64                          | ▲ 48                        |
| 18                          | Ришар Гаске                 | 1,365                       | 25                          | 16                          | 12                          | 66                          | ▼ 2                         |
| 19                          | Радек Штепанек              | 1,340                       | 21                          | 21                          | 8                           | 23                          | ▲ 2                         |
| 20                          | Ллейтон Хьюитт              | 1,315                       | 21                          | 4                           | 4                           | 20                          | ▼ 16                        |

### Парный рейтинг

#### Игроки
| по данным на 27 ноября 2006 | по данным на 27 ноября 2006 | по данным на 27 ноября 2006 | по данным на 27 ноября 2006 | по данным на 27 ноября 2006 | по данным на 27 ноября 2006 | по данным на 27 ноября 2006 | по данным на 27 ноября 2006 |
| #                           | Теннисист                   | Очки                        | КТ                          | Рейтинг-05                  | Лучший рейтинг              | Худший рейтинг              | Разница                     |
| --------------------------- | --------------------------- | --------------------------- | --------------------------- | --------------------------- | --------------------------- | --------------------------- | --------------------------- |
| 1                           | Боб Брайан                  | 5900                        | 20                          | 1                           | 1                           | 1                           | ▬                           |
| 1                           | Майк Брайан                 | 5900                        | 20                          | 1                           | 1                           | 1                           | ▬                           |
| 3                           | Максим Мирный               | 5850                        | 20                          | 4                           | 3                           | 4                           | ▲ 1                         |
| 4                           | Йонас Бьоркман              | 5775                        | 21                          | 3                           | 3                           | 4                           | ▼ 1                         |
| 5                           | Марк Ноулз                  | 4125                        | 24                          | 7                           | 5                           | 7                           | ▲ 2                         |
| 5                           | Даниэль Нестор              | 4125                        | 24                          | 8                           | 5                           | 8                           | ▲ 3                         |
| 7                           | Пол Хенли                   | 4065                        | 24                          | 13                          | 5                           | 13                          | ▲ 6                         |
| 8                           | Кевин Ульетт                | 4015                        | 23                          | 6                           | 5                           | 8                           | ▼ 2                         |
| 9                           | Мартин Дамм                 | 3620                        | 26                          | 21                          | 9                           | 21                          | ▲ 12                        |
| 10                          | Фабрис Санторо              | 3360                        | 22                          | 10                          | 9                           | 15                          | ▬                           |
| 11                          | Ненад Зимонич               | 3310                        | 23                          | 11                          | 9                           | 13                          | ▬                           |
| 12                          | Леандер Паес                | 3285                        | 20                          | 12                          | 8                           | 15                          | ▬                           |
| 13                          | Йонатан Эрлих               | 2460                        | 26                          | 15                          | 9                           | 16                          | ▲ 2                         |
| 13                          | Энди Рам                    | 2460                        | 26                          | 15                          | 9                           | 16                          | ▲ 2                         |
| 15                          | Павел Визнер                | 2305                        | 30                          | 27                          | 14                          | 30                          | ▲ 12                        |
| 16                          | Мариуш Фирстенберг          | 2190                        | 31                          | 54                          | 16                          | 54                          | ▲ 38                        |
| 17                          | Марцин Матковский           | 2190                        | 32                          | 50                          | 17                          | 50                          | ▬                           |
| 18                          | Тодд Перри                  | 2080                        | 24                          | 17                          | 16                          | 20                          | ▼ 1                         |
| 19                          | Симон Аспелин               | 2080                        | 25                          | 17                          | 17                          | 21                          | ▼ 2                         |
| 20                          | Лукаш Длоуги                | 2003                        | 28                          | 82                          | 18                          | 82                          | ▲ 62                        |